# تسويق طنان
التسويق الطنان (التسويق عن طريق الإثارة والتحدث عن المنتج) أو الحماسة ببساطة -مصطلح يُستخدم في التسويق الفيروسي- هو تفاعل المستهلكين ومستخدمي منتج أو خدمة؛ ما يضخم الرسالة التسويقية الأصلية أو يغيرها. من الممكن أن تكون هذه العواطف، أو الطاقة، أو الحماسة، أو التطلع إلى منتج أو خدمة ما إيجابية أو سلبية. يمكن أن يخلق مالك العلامة التجارية الإثارة عن طريق نشاطات التسويق العالمية، أو من الممكن أن تكون نتيجة لحدث مستقل يجلب الدراية الاجتماعية عبر وسائل الإعلام الاجتماعية أو التقليدية مثل الصحف. كان مصطلح التسويق الطنان يرمز في الأصل إلى التواصل الشفوي، ولكن في عصر ويب 2.0، تُعتبر مواقع التواصل الاجتماعي مثل الفيسبوك، وتويتر، وإنستغرام، ويوتيوب قنوات التواصل المسيطرة حاليًا للتسويق الطنان.

## الاستراتيجيات
من بين الأساليب الشائعة المستخدمة لخلق الحماسة: إحداث إثارة عند افتتاح أو حدث، أو إثارة الجدل، أو التواصل مع المدونين والمشاهير على مواقع التواصل الاجتماعي. يمكن تقسيم المشاركين في وسائل التواصل الاجتماعي في أي مجتمع افتراضي معين إلى ثلاث مجموعات رئيسية: المشاهير، والأفراد، والمستهلكين. يبالغ المشاهير في إيصال الرسائل الإيجابية والسلبية إلى الجمهور الهدف، بسبب سمعتهم في المجتمع غالبًا. بالتالي، على الحملة الناجحة على مواقع التواصل الاجتماعي أن تجد المشاهير ممن يميلون بشكل إيجابي إلى العلامة التجارية وتتفاعل معهم، وتقدم لهم معلومات عن المنتج وحوافز ليستمروا بتوجيهه نحو المجتمع. الأفراد هم أشخاص ينتمون إلى المجتمع ويجدون المحتوى قيّمًا، ويتفاعلون مع أفراد آخرين. الهدف المطلق لهذه الاستراتيجية التسويقية هو تحويل الأفراد إلى مستهلكين يشترون المنتج على أرض الواقع، ثم يتطور لديهم ولاء للعلامة التجارية يشكل أساس التسويق الطنان الإيجابي المستمر. يُشكل فهم الحركيات المعقدة المحتملة للمجتمع الافتراضي والقدرة على استخدامها تحديًا بالنسبة إلى المسوق.
يجب أن تأخذ عملية تطوير إستراتيجية التسويق على مواقع التواصل الاجتماعي التفاعل مع وسائل الإعلام التقليدية بعين الاعتبار بما في ذلك احتمال التآزر، وفي هذه الحالة تندمج الاستراتيجيتان تاركتان أثرًا أعظم، واحتمال المزاحمة الذاتية، وفيها تستولي إحداهما على السوق ما يؤدي إلى غياب التوسع الحقيقي فيه. يمكن ملاحظة ذلك في الاتصال المتنامي بين التسويق الطنان والنشرات التلفزيونية التقليدية. تتحكم البرامج التلفزيونية بإثارة الحماسة، إذ تشجع على المشاركة الجماهيرية على مواقع التواصل الاجتماعي في أثناء النشرات، وفي عام 2013، توسعت تصنيفات نيلسن لتشمل تقييمات مواقع التواصل الاجتماعي اعتمادًا على إثارة الحماسة عن طريق تويتر. تُعتبر ظاهرة الإعلانات خلال عرض مباريات السوبر بول من أشهر الأمثلة على ذلك.
لكي يولد الإعلان حماسة إيجابية فعالة، أظهرت الأبحاث أن عليه أن يقحم مشاعر المشاهدين فيه بطريقة إيجابية. كانت إعلانات شركة بدويزر للجعة في أثناء مباريات سوبر بول الأكثر نجاحًا في إثارة الحماسة وذلك وفقًا لاستبيان إعلانات السوبر بول في صحيفة يو إس إيه توداي (بالإنجليزية: USA Today) الذي امتد طوال 26 عامًا، ويُعتبر ذلك دليلًا على الاستخدام الرائع للقصص المؤثرة، وصغار الحيوانات اللطيفة، والخيول الفاخرة، والقيم الأمريكية الجوهرية لإثارة مشاعر الجمهور الإيجابية على نطاق سكني واسع. من الممكن أن يشكل استخدام الجدال لإثارة الحماسة التسويقية مخاطرة لأن الأبحاث تظهر أن الجدال المعتدل يحفز المزيد من الإثارة أكثر من الموضوعات الحيادية، وكلما أصبح الموضوع غير مريح ينخفض مستوى الحماسة بشكل كبير. يتولد أكبر قدر من الحماسة في «المكان المنشود» عندما يكون الموضوع مثيرًا للاهتمام بشكل يكفي لاستمالة التعليقات، ولكنه غير جدلي بشكل كافٍ لإبعاد الناس. هناك خطر محتمل يتمثل في توليد الإثارة السلبية عند استخدام إستراتيجية الجدال، على سبيل المثال شركة كوكا كولا عام 2014، التي أذاعت إعلانًا في أثناء مباريات السوبر بول وأدى إلى تأثير سلبي كبير.

## المقياس
يوجد مصطلحان يستخدمان لوصف الحماسة، أحدهما هو الحجم، الذي يحدد عدد المبادلات المتعلقة بمنتج أو موضوع ما خلال فترة زمنية معينة، أما المصطلح الآخر فهو التصنيف أو المستوى، وهو مقياس أكثر نوعية للأحاسيس الإيجابية والسلبية أو مقدار التعلق بالمنتج. تتضمن المقاييس الرئيسية لحجم الإثارة على مواقع التواصل الاجتماعي الزيارات، والمشاهدات، والإشارات، والمتابعين، والمشتركين، بينما تقدم المقاييس متقدمة المستوى مثل المشاركات، والردود، والنقرات، وإعادات التغريد، والتعليقات، والمنشورات توضيحًا أفضل لمستويات تعلق المشاركين لأنها تتطلب القيام بإجراءات استجابة لتواصل أولي.[بحاجة لمصدر]
باستطاعة الشركات تعقب الحماسة التي يثيرها تسويق منتجاتها على شبكة الإنترنت باستخدام مراقبة الحماسة. العديد من الأدوات متاحة لجمع البيانات الخاصة بالحماسة، إذ يبحث البعض على الإنترنت عن إشارات معينة في المدونات أو المنشورات، بينما يراقب آخرون المحادثات على قنوات مواقع التواصل الاجتماعية ويعتبرون أنها دلالات على درجة الشعبية، والتأثير، والأحاسيس باستخدام خوارزميات تقيّم العواطف والمشاركة الشخصية. من الممكن استخدام مراقبة الحماسة لتقييم أداء استراتيجيات التسويق بالإضافة إلى تحديد الإثارة السلبية أو المشاكل المتعلقة بالمنتج التي تتطلب ردًا بسرعة. من الممكن استخدامها أيضًا لتحديد الاتجاهات الحالية التي ستغير سلوكيات العميل والاستفادة منها. على سبيل المثال، أُثارت الحمية منخفضة الكربوهيدرات ضجة قبل شهور من إظهار المبيعات في محلات البقالة لقوة في الاتجاه. من الممكن استخدام مراقبة الحماسة في موضوعات معينة كمعادل مجهول لمجموعات التركيز التقليدية في تطوير المنتج الحديث. من المهم بالنسبة إلى بعض الشركات فهم الضجة التي تُثار حول منتج ما قبل الالتزام بالسوق.

## الإثارة الإيجابية والإثارة السلبية
عادة ما تكون «الإثارة» الإيجابية هدف التسويق الإيجابي، والعلاقات العامة، وإعلام الإعلان على الويب 2.0. تحدث الإثارة الإيجابية عندما تؤدي المستويات المرتفعة لمشاركة الأفراد على مواقع التواصل الاجتماعي إلى زيادة حجم الإثارة المرتبطة إيجابيًا بالمنتج أو العلامة التجارية. تصل إلى المرحلة التي تلفت فيها انتباه المستهلكين ووسائل الإعلام بسهولة، وهذا ما يجذب انتباه الأشخاص لأنهم يعتبرون أن المعلومات مسلية، أو رائعة، أو حتى مهمة. من بين الأمثلة التي تتمتع بضجة تسويقية إيجابية عند تقديمها: هاري بوتر، وسيارة فولكس فاجن نيو بيتل، والبوكيمون، ودمى بيني بيبيز، وفيلم مشروع الساحرة بلير. يمكن أن تكون الضجة السلبية نتيجة للأحداث التي تؤدي إلى ربط المنتج بشعور سيئ في عقل العامة، مثل استدعاء سلامة المنتج، أو بسبب العواقب غير المقصودة لاستراتيجيات التسويق غير الحكيمة. إن لم تتم مواجهة الإثارة السلبية بسرعة، من الممكن أن تؤثر سلبًا على نجاح المنتج، وتستعد معظم الشركات المتمرسة على مواقع التواصل الاجتماعي لمواجهة هذه الاحتمالات. تتضمن الأمثلة الخاصة بالإثارة السلبية حملة الإعلانات الصادمة لمجموعة بينيتون التي نتج عنها العديد من المقاطعات والدعاوى القضائية، واستدعاء شركة جينيرال موتورز للسيارات عام 2014 بعد عدة سنوات من مشكلة معروفة متعلقة بخطأ في زر الإشعال اعترفوا أنه تسبب بوفاة 13 شخصًا.